# Saint-Cricq-du-Gave
Saint-Cricq-du-Gave település Franciaországban, Landes megyében. Lakosainak száma 444 fő (2022. január 1.). Saint-Cricq-du-Gave Labatut, Sorde-l’Abbaye és Lahontan községekkel határos.

## Népesség
A település népessége az elmúlt években az alábbi módon változott:
| Lakosok száma | 323  | 297  | 304  | 337  | 380  | 412  | 422  | 428  | 431  | 444  |
|               | 1968 | 1982 | 1990 | 2006 | 2013 | 2015 | 2017 | 2019 | 2020 | 2022 |